# Kreuzfuchsfell

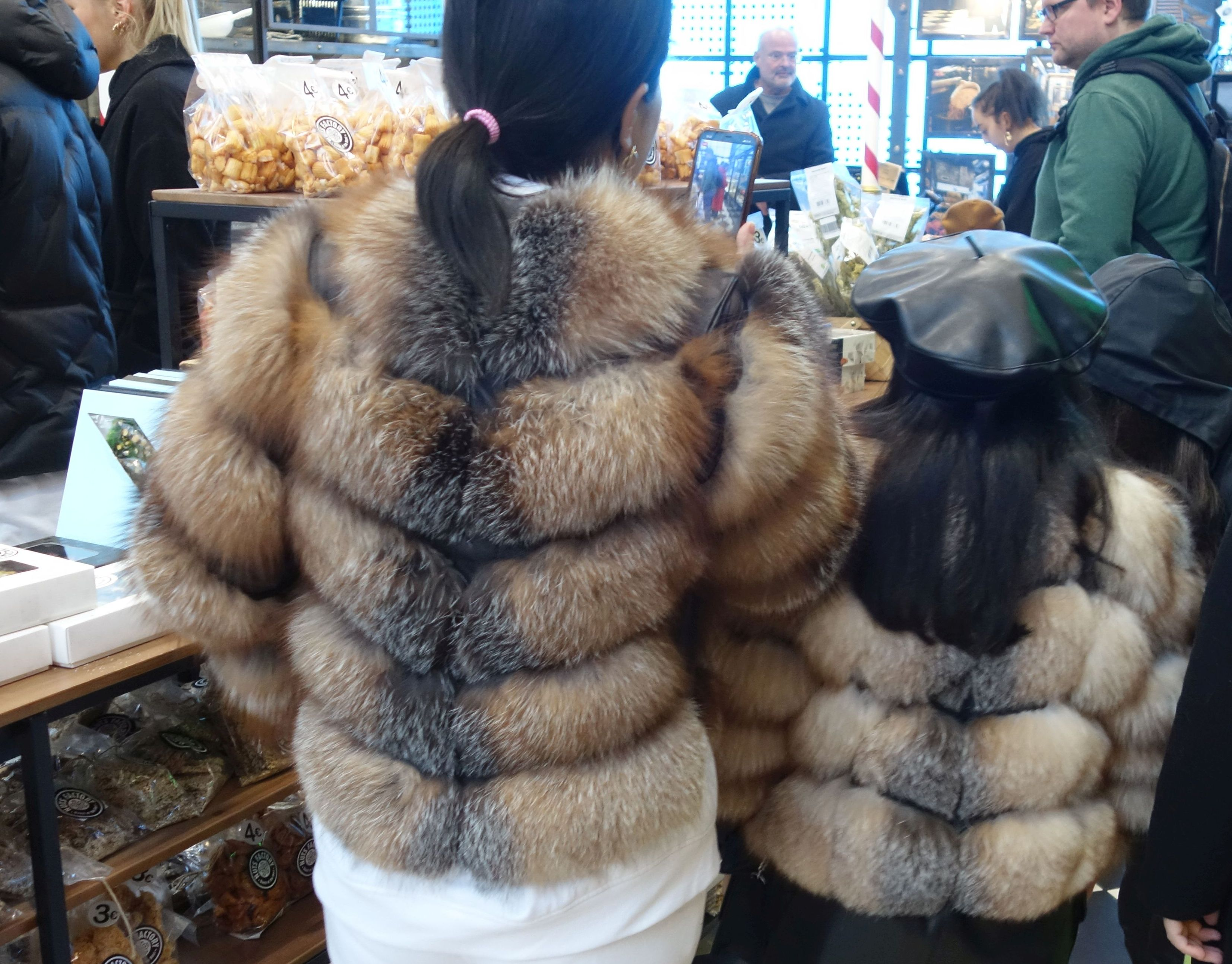
Kreuzfuchsjacken (2022)

Charakteristisches Kennzeichen des Kreuzfuchsfells ist die schwarze beziehungsweise dunkle kreuzähnliche Zeichnung über den Nacken und die Schultern, der Rücken und die Seiten sind blass- oder braungelb, rötlich oder dunkelbraun, oft stark gesilbert. Der „Kreuzfuchs“, auch „Fleckfuchs“ genannt, ist eine Farbvarietät des Rotfuchses.
Der Pelzhandel zählt das Kreuzfuchsfell zu den so genannten „Edelfuchsfellen“, wie auch das Silberfuchsfell, das Blaufuchsfell und das Polarfuchsfell.
Verbreitet ist der Kreuzfuchs fast nur in Ländern, in denen es auch Silberfüchse gibt, in Alaska, Kanada, Ostsibirien und Kamtschatka, weitere Felle kommen heute aus der Zucht. Der Anfall von Wildfellen hatte, schon wegen des kleineren Vorkommens im Vergleich zu anderen Fuchsarten, immer einen geringen Umfang.

## Fell

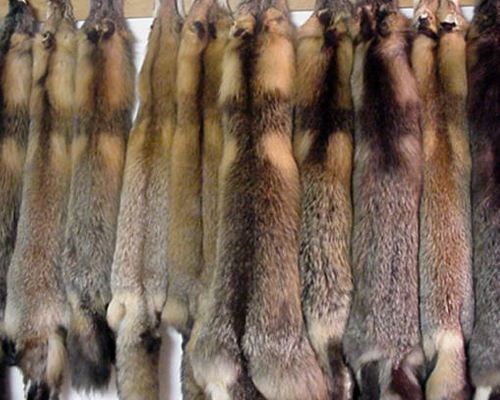
Kreuzfuchsfelle

Das Kreuzfuchsfell steht mit seiner beträchtlich variierenden Farbe von dominantem Rot und rezessivem Schwarz zwischen dem Silberfuchsfell und dem Rotfuchsfell. Der Kreuzfuchs ist, wie der Silberfuchs, eine Unterart des Rotfuchses.
Das Fell zeigt mit seiner beträchtlich schwankenden Farbe Übergänge sowohl zum Rot- wie auch zum Silberfuchs. In seinen dunkelsten Typen ähnelt es sehr dem Silberfuchsfell, manche kommen wiederum dem Rotfuchsfell sehr nahe. MacKendrik unterscheidet beim wildlebenden Kreuzfuchs fünf Farbtypen.
Charakteristisches Kennzeichen ist die schwarze, zumindest aber dunkle kreuzähnliche Zeichnung zwischen den Vorderpfoten, die sich über Nacken und Schultern ausbreitet. Rücken und Seiten sind verschieden fahl- oder braungelb, rötlich oder dunkelbraun getönt, oft mit einer starken Silberung. Die Brust- und Bauchseite weist zuweilen mehr helle, manchmal fast dunkelgraue Farben auf.
Die besten amerikanischen Sorten kommen von der Labrador-Halbinsel und aus dem Gebiet der Hudson Bay. Sie zeigen oft schöne, klare und kontrastreiche Farben und haben eine ausgezeichnete Fellqualität.
Bei einer Einteilung der Pelztiere in die Feinheitsklassen seidig, fein, mittelfein, gröber und hart wird das Kreuzfuchshaar als fein eingestuft.

## Handel

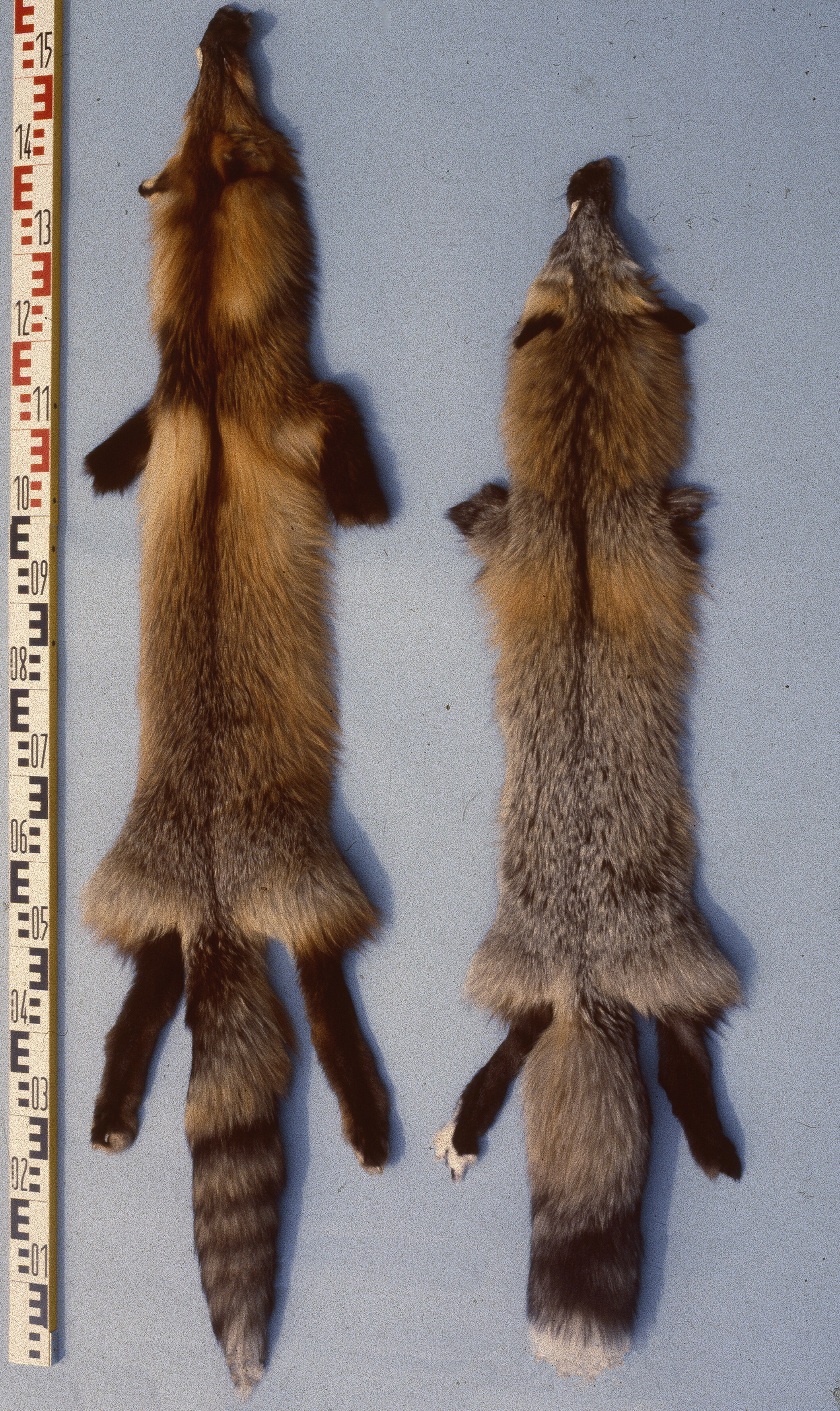
Links norwegisches, rechts kanadisches Kreuzfuchsfell

Anfang des 20. Jahrhunderts bis in die 1940er Jahre wurde die Pelzmode noch von langhaarigen Fellarten beherrscht. Zu dieser Zeit erzielten Kreuzfuchsfelle erhebliche Preise, die zeitweise nur wenig hinter den erstaunlichen Erlösen für Silberfuchsfelle zurücklagen. Mit der Zuwendung der Mode zum Beginn des Zweiten Weltkriegs 1939/40 zu flachhaarigen Fellen, anfangs dem Persianer und später dem Nerz – in Deutschland erst mit dem Beginn der Währungsreform 1948 – erfuhr auch der Kreuzfuchspelz für lange Zeit auf dem Markt einen Niedergang. Um die 1970er Jahre fand er, nach dem Rotfuchs, zusammen mit anderen langhaarigen Fellarten, vor allem für Besätze und Kapuzenverbrämungen, langsam wieder mehr Beachtung. Hierfür wird er seit den 1990er Jahren verstärkt zunehmend auch wieder in größerem Ausmaß genutzt.
Herkommen
A. Die besten amerikanischen Sorten kommen von der Labrador-Halbinsel und aus dem Gebiet der Hudson Bay. Die Felle haben eine ausgezeichnete Qualität und oft eine schöne, klare und kontrastreiche Farbe mit dichter, weicher Unterwolle und langen seidigen Grannen.
Kanadische Herkommen: YF - York Fort (etwa Alberta, Saskatchewan, Manitoba bis westliche Hudson-Bay), WA - West-Arktis, EB - Eskimo Bay, FG - Fort George, MR - Moose River, LS - Oberer See, CANA - Kanada.
Die Klassifizierung nach Größen ist wie beim amerikanischen Rotfuchs, siehe im Artikel „Rotfuchsfell“ unter → Rohsortimente für Rotfüchse.
Sortiment der Hudson's Bay and Annings Ltd., London
Herkommen Canadian
Sorten: I & II, I & No. 2, II, III, IV, Damaged, Bastard
Farben: fine, dark, medium, medium pale, silvery, pale sl. silver, pale, ex pale
Asiatische Felle sind teils gelblich getönt, oft weniger gesilbert und schwächer in der Zeichnung.
Der russische Standard unterscheidet zwischen Kreuzfüchsen mit deutlich kreuzartigem Muster und Sywoduschkafüchsen, die mehr rotbraunsilbrig sind und eine dunkelbraune Unterwolle haben, deren Wamme und Brust sind dunkelgrau.
Die Unterscheidung erfolgt:
1. Nach der Weichheit des Haares:
a) seidig b) weniger seidig c) grob
2. Nach der Dichte des Haarwuchses:
a) besonders dicht b) dicht c) mitteldicht d) weniger dicht
3. Nach Sorten:
I. Sorte: Vollhaarig, vollkommen behaart, mit dichtem, gleichem Oberhaar auf der ganzen Fläche des Fells und mit dichtem Unterhaar; behaarter Schweif.
II. Sorte: Nicht ganz behaarte Felle, Ober und Unterhaar ein wenig kürzer, besonders auf dem Rücken; behaarter Schweif.
III. Sorte: Halbwuchs (Felle der Übergangszeit in Frühjahr und Herbst); Ober- und Unterhaar dicht, aber kurz. Wenig behaarter Schweif.
IV. Sorte: Kurzer Haarwuchs, Unterhaar dicht aber kurz, Wamme auch kurz behaart.
Die Felle werden rund abgezogen, mit dem Haar nach außen, angeliefert.
1950 hieß es für Russland: „Die Bereitstellung von Kreuzfüchsen, die im Frühjahr und Sommer anfallen und der Handel mit solchen Fellen ist verboten“.

## Zucht

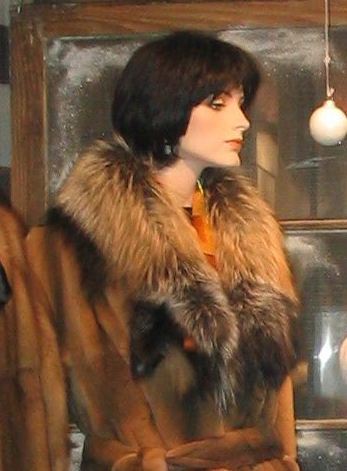
Kreuzfuchskragen (2006)

Die Frage, wie es zu dieser Farbstellung des Rotfuchses kommt, war lange umstritten. Untersuchungen in der amerikanischen Versuchsfarm Saratoga Springs und der Moskauer Zoofarm Puschkino ergaben eindeutig, dass es sich um eine Bastardform des Rotfuchses handelt. Kreuzfüchse können nicht rein gezüchtet werden, sie spalten sich immer wieder in Rot-, Kreuz- und Silberfüchse auf. Beispielsweise entsteht aus der Paarung Alaska-Silberfuchs und Kanada-Silberfuchs, die sich genetisch unterschiedlich verhalten, der so genannte „Patch-Fox“, der mehr dem Silberfuchs ähnelt, aber graue und bräunliche Abzeichen an den Schultern und auf dem Rücken aufweist. Aus der Kreuzung Alaska-Silberfuchs und ostamerikanischer Rotfuchs kommen Tiere mit farblich schönerem und lebhafterem Fell. Die Kreuzung des kanadischen mit dem europäischen Silberfuchs ergibt den so genannten Bastardfuchs. Der Farbausfall ist sehr unterschiedlich, es finden sich alle Übergänge vom Rotfuchs bis zum Kreuzfuchs. Vorwiegend fallen jedoch etwas dunklere Farben und Zeichnungen als beim Rotfuchs an.
Die Zucht des Kreuzfuchses begann in den 1920er Jahren, der Hauptzeit der Langhaar-Pelzmode. Als durch die Weltwirtschaftskrise die Preise sanken, verloren die Züchter jedoch schnell das Interesse. Doch wurden unter anderem auch in Finnland Ende der 1930er Jahre 165 Silberfüchse aus Alaska ausgesetzt, die sich mit den einheimischen Rotfüchsen paarten, so dass die erhofften Ergebnisse erzielt wurden. Es entstehen bei dieser Paarung, wie erwähnt, unterschiedliche Bastardfüchse mit allen Übergängen vom Rotfuchs bis zum Kreuzfuchs.
Die skandinavische Züchtergemeinschaft Saga bietet in begrenzter Stückzahl einen Felltyp mit „wildem Aussehen“ („wild“ look) unter der Bezeichnung Gold Cross Fox an. Die Farbe variiert von dunkelgrau bis dunkelrot, immer mit einer markanten Kreuzzeichnung.

## Verarbeitung

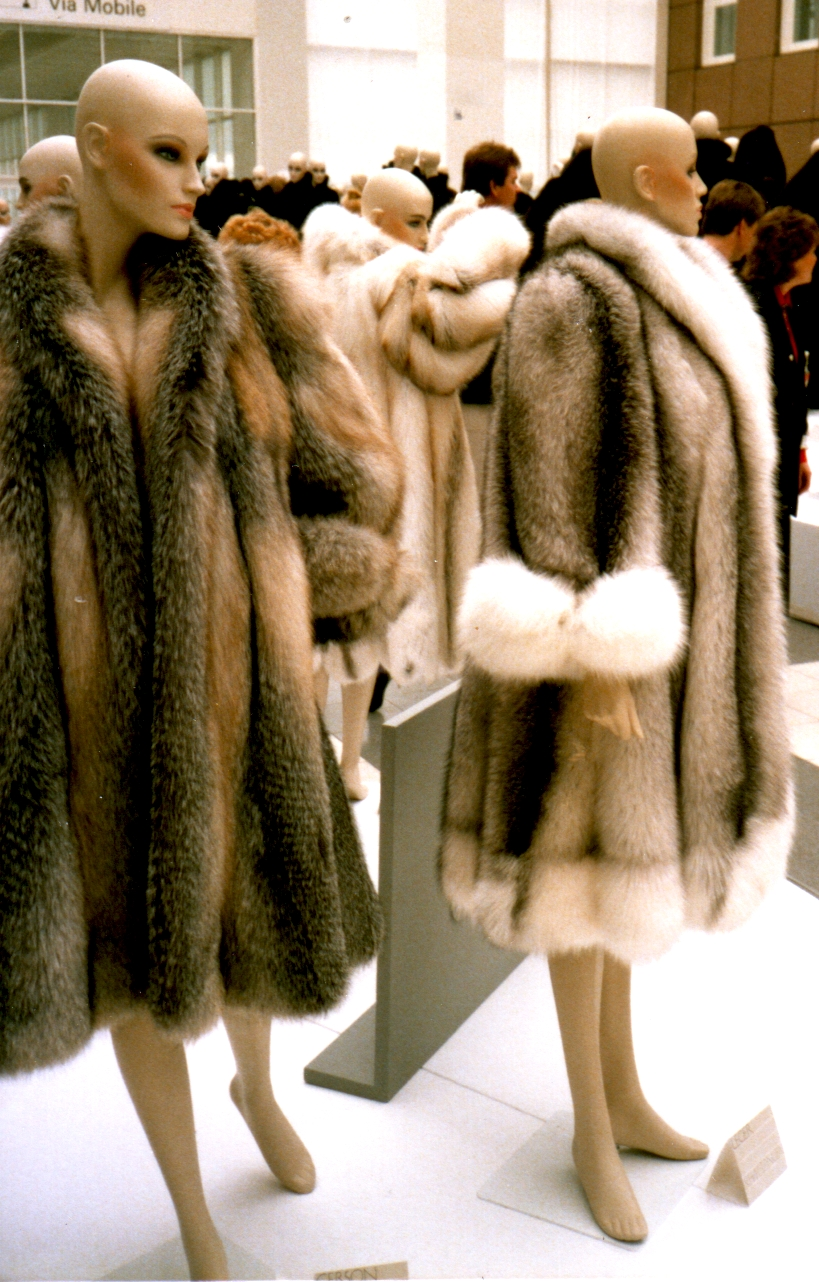
Links ein galonierter Kreuzfuchsmentel (ca. nach 1990)

Das Kreuzfuchsfell wird nur selten zu Mänteln und gelegentlich zu Jacken und Felldecken verarbeitet, meist wird es für dekorative Besätze und Kapuzenverbrämungen verwendet.
1762 wird die Verwendung zu Mannsmuffen, zum Kleiderfutter und Aufschlägen angegeben.
Bis etwa in die 1970er Jahre waren Kreuzfuchsmäntel und Jacken ebenfalls nicht häufig, der geringe prozentuale Anteil an der Edelfuchs-Großkonfektion entsprach jedoch etwa dem Anteil am Gesamtaufkommen.
Mit dem so genannten Auslassen können seit Einführung der Pelznähmaschine um 1900 auch Kreuzfuchsfelle in der Form beliebig verändert werden. Hierbei werden durch schmale V- bzw. A-förmige Schnitte die Felle auf Kosten der Breite in jede gewünschte Länge, bis hin zum bodenlangen Mantel, gebracht. Mit der fellsparenden Galoniertechnik werden Felle, hauptsächlich von Füchsen, durch Einsetzen von Lederstreifen in der Fellfläche vergrößert. Die gleichzeitige Auflockerung des Haares erfolgt auch beim so genannten Luftgalonieren, bei dem das Leder eingeritzt und das Fell netzartig auseinandergezogen wird.
Im Jahr 1965 wurde der Fellverbrauch für eine für einen Kreuzfuchsmantel ausreichende Felltafel mit 16 bis 20 Fellen angegeben (sogenanntes Mantel-„Body“). Zugrunde gelegt wurde eine Tafel mit einer Länge von 112 Zentimetern und einer durchschnittlichen Breite von 150 Zentimetern und einem zusätzlichen Ärmelteil. Das entspricht etwa einem Fellmaterial für einen leicht ausgestellten Mantel der Konfektionsgröße 46 des Jahres 2014. Die Höchst- und Mindest-Fellzahlen können sich durch die unterschiedlichen Größen der Geschlechter der Tiere, die Altersstufen sowie deren Herkunft ergeben. Je nach Pelzart wirken sich die drei Faktoren unterschiedlich stark aus.
Wie bei den meisten Pelzarten wird auch vom Kreuzfuchs jedes Fellteil genutzt. Aus den bei der Verarbeitung abfallenden Resten werden Fuchsstücken-, Fuchswammen und Fuchspfotentafeln gefertigt. Der Hauptort für die Verwertung der in Europa anfallenden Pelzreste ist Kastoria in Griechenland sowie der in der Nähe liegende kleinere Ort Siatista. Diese Halbfertigprodukte werden zum größten Teil wieder exportiert und dann zu Pelzinnenfuttern, Jacken, Mänteln und Besätzen gearbeitet. Aus den Schweifen entstehen Kapuzenverbrämungen, sie dienen als Anhänger für Schlüsselbunde, Taschen usw., bei entsprechender Mode auch als Boas.
Die Verarbeitung unterscheidet sich nicht wesentlich von der anderer Edelfuchsarten, siehe dazu vor allem die → Verarbeitung und Verwendung von Silberfuchsfell und von → Polarfuchsfell, für die Herstellung der einmal so beliebten Pelzschals in Tierform → Das Arbeiten eines Rotfuchskolliers.
In der Regel werden Kreuzfuchsfelle ungefärbt verwendet.
Imitationen
Insbesondere Rotfuchsfelle wurden in Zeiten, in denen der Kreuzfuchs eine besondere Wertschätzung erzielte, kreuzfuchsähnlich gefärbt: „Das Haar wird einer Streichtötung unterworfen (10cm³ Ammoniak in 1 l Wasser), dann wird die Grundfarbe (Ursolfarbe) eingestrichen... Diese Grundfarbe lässt man einige Stunden oxydieren und eintrocknen. Dann wird die Deckfarbe mit Hilfe von Schablonen aufgestrichen; auch das Kreuz.“

## Zahlen, Fakten
Detaillierte Handelszahlen über nordamerikanische Rauchwaren finden sich bei
Emil Brass: Aus dem Reiche der Pelze. 1. Auflage, Verlag der „Neuen Pelzwaren-Zeitung und Kürschner-Zeitung“, Berlin 1911.
Emil Brass: Aus dem Reiche der Pelze. 2. verbesserte Auflage, Verlag der „Neuen Pelzwaren-Zeitung und Kürschner-Zeitung“, Berlin 1925.
Emil Brass: Aus dem Reiche der Pelze. 1911 (Digitalisat – Internet Archive).
Milan Novak u. a., Ministry of Natural Resources: Wild furbearer management and conservation in North America. Ontario 1987, ISBN 0-7778-6086-4. (englisch)
Milan Novak u. a., Ministry of Natural Resources: Furbearer Harvests in North America, 1600-1984. Anhang zu vorstehendem Wild furbearer management and conservation in North America.  Ontario 1987, ISBN 0-7729-3564-5. (englisch)
- 1855 kamen aus den Ländern der Hudson’s Bay Company 786 Kreuzfuchsfelle im Gesamtwert von 4838 £ in den Handel; im selben Jahr aus Alaska, Kanada und anderen Ländern 920 Felle im Wert von 2740 £.

- 1875 waren es aus den Ländern der Hudson’s Bay Company 786 Felle im Gesamtwert von 3870 £; im selben Jahr aus Alaska, Kanada, Oregon und den nordwestlichen Staaten, von Kleinhändlern gekauft und in London verkauft, 1451 Felle im Wert von 6587 £.[9]

- 1891 bis 1910

| 1891 | 1892 | 1893 | 1894 | 1895 | 1896 | 1897 | 1898 | 1899 | 1900 | 1901 | 1902 | 1903 | 1904 | 1905 | 1906 | 1907 | 1908 | 1909 | 1910 |
| ---- | ---- | ---- | ---- | ---- | ---- | ---- | ---- | ---- | ---- | ---- | ---- | ---- | ---- | ---- | ---- | ---- | ---- | ---- | ---- |
| 2656 | 2415 | 2622 | 2791 | 4657 | 6240 | 5838 | 4845 | 3210 | 1359 | 1255 | 1704 | 1842 | 2195 | 3626 | 4998 | 5444 | 3173 | 1777 | 1377 |

- 1891 bis 1906

| 1891 | 1892 | 1893 | 1894 | 1895 | 1896 | 1897 | 1898 | 1899 | 1900 | 1901 | 1902 | 1903 | 1904 | 1905 | 1906 |
| ---- | ---- | ---- | ---- | ---- | ---- | ---- | ---- | ---- | ---- | ---- | ---- | ---- | ---- | ---- | ---- |
| 2951 | 2363 | 3788 | 4020 | 8460 | 5106 | 5192 | 3410 | 4521 | 4531 | 2971 | 2771 | 2957 | 2929 | 2878 | 5527 |

- 1907 bis 1910

| 1907 | 1908 | 1909 | 1910 |
| ---- | ---- | ---- | ---- |
| 3749 | 3652 | 3297 | 2759 |

- Vor 1911 lieferte Amerika 15.000 Kreuzfuchsfelle, Sibirien etwa 3.000 Stück.[9]

- 1911

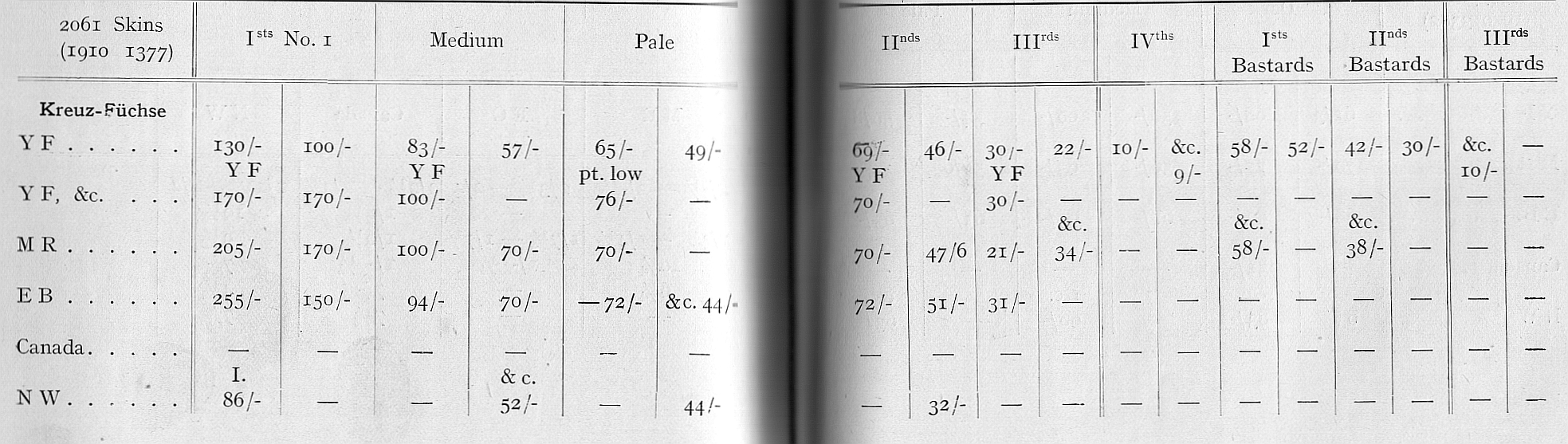
Preisliste für Kreuzfuchsfelle der Auktion der Hudson’s Bay Co. März 1911

- Vor 1944 betrug der Höchstpreis für Kreuzfuchsfelle:

beste 185,- RM; mittlere 185 RM; geringe 25 RM.
- 1947 kamen 45.145 amerikanische und 3000 asiatische Kreuzfüchse zu den Auktionen. Der durchschnittliche Anfall im freien Handel wurde zu jener Zeit mit 50 Tausend bis 70 Tausend amerikanische und 5000 bis 7000 asiatische Felle angenommen. 1949 betrug der Höchstpreis 12,50 Dollar.[5]

- 1988 waren genaue Zahlen über das Fellaufkommen nicht zu bekommen, jedoch dürfte es sich nur um einige tausend Stück gehandelt haben, die meisten davon aus freier Wildbahn.[2]

- In der Saison 2011/2012 war der Preis für beste Kreuzfuchsfelle zur Überraschung der Trapper gegenüber dem vorhergehenden Jahr bis zu 135 Prozent gestiegen, er lag zum Beispiel auf der Auktion der Firma Fur Harvester Auction Inc., bei einem Durchschnittspreis von 62,84 Dollar, bei bis zu 100 Dollar.[11][12][13]